# Pierre Ossian Bonnet

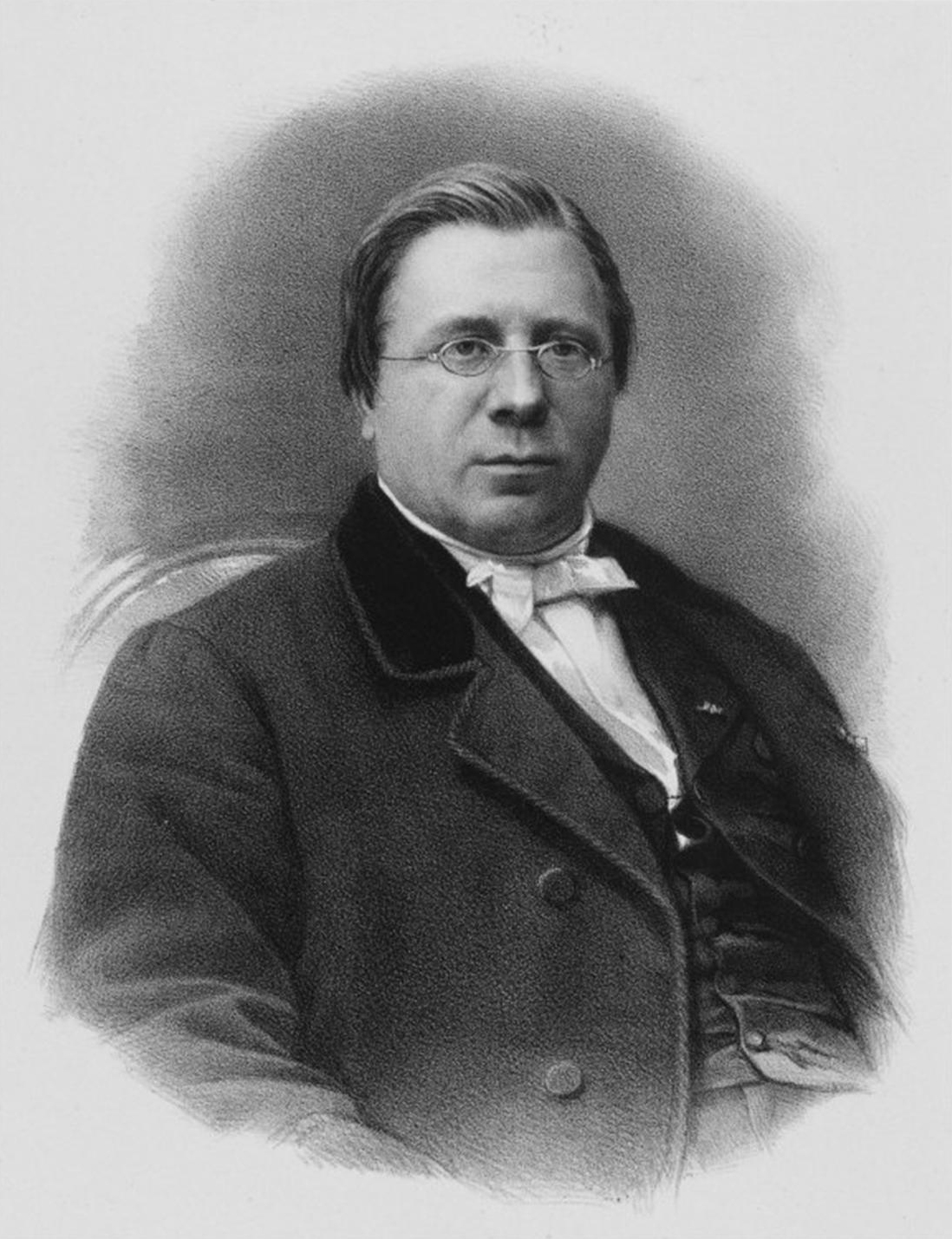
Pierre Ossian Bonnet

Pierre Ossian Bonnet (* 22. Dezember 1819 in Montpellier; † 22. Juni 1892 in Paris) war ein französischer Mathematiker und Professor an der Sorbonne in Paris.

## Leben
Bonnet studierte ab 1838 an der École polytechnique und danach an der École des Ponts et des Chaussées in Paris. Statt Ingenieur wurde er dann aber doch Mathematiker. Er unterrichtete privat und veröffentlichte mathematische Arbeiten über Reihen – eine brachte ihm 1849 einen Preis der Brüsseler Akademie der Wissenschaften. Seine Arbeiten über Differentialgeometrie begann er 1844. Im selben Jahr wurde er Repetitor an der École polytechnique. 1862 wurde er vor allem wegen seiner Arbeiten zur Differentialgeometrie in die französische Académie des sciences gewählt als Nachfolger von Jean-Baptiste Biot. 1868 wurde er Assistent (Suppléant) von Michel Chasles an der École polytechnique bei dessen Vorlesungen über höhere Geometrie und 1871 Directeur d´Études. Daneben unterrichtete er auch an der École normale supérieure. Bonnet führte zahlreiche Verbesserungen in den Mathematikunterricht an den beiden Elitehochschulen ein. Nicht zuletzt deshalb wurde er 1878 als Nachfolger von Urbain Le Verrier Professor für Astronomie an der Sorbonne. 1877 wurde er zum korrespondierenden Mitglied der Göttinger Akademie der Wissenschaften gewählt. 1883 wurde er Mitglied des Bureau des Longitudes als Nachfolger von Joseph Liouville.
Er lieferte grundlegende Arbeiten zur Differentialgeometrie. Diese war insbesondere durch Leonhard Euler, Gaspard Monge und Carl Friedrich Gauß (in einer grundlegenden Abhandlung von 1827) begründet worden, bot sich aber wegen des Mangels einer systematischen Behandlung und vieler offener Fragen als Forschungsfeld an, das in den 1840er Jahren von einer Reihe französischer Mathematiker (neben Bonnet unter anderem Joseph Serret, Jean Frédéric Frenet) aufgegriffen wurde. Er führte die bonnetschen Ebenenkoordinaten ein, untersuchte Minimalflächen und geodätische Linien auf Flächen positiver Krümmung. Aufgrund dieser Untersuchungen wurde der Satz von Bonnet nach ihm benannt. Der Satz von Gauß-Bonnet, der eine Formel für die Flächenkrümmung angibt, wurde von Carl Friedrich Gauß, der in seiner Abhandlung von 1827 nur einen Spezialfall veröffentlichte, und Bonnet entdeckt. Er zeigte unabhängig von Ferdinand Minding die Invarianz der geodätischen Krümmung bei Flächenbiegungen. Von Bedeutung ist auch sein Beitrag zu einer Preisaufgabe der Akademie von 1859, alle Flächen zu einem gegebenen Linienelement zu finden, wozu auch Edmond Bour (1832–1866) (mit dessen Namen das Problem manchmal verbunden wird) und Delfino Codazzi Preisschriften einreichten (Bour gewann den Preis). Daneben beschäftigte sich Bonnet auch mit mathematischer Physik, Mechanik und Kartographie.
Gesammelte Werke von Bonnet erschienen nicht, seine Beiträge zur Differentialgeometrie sind aber in dem Lehrbuch von Gaston Darboux Leçons sur la théorie générale des surfaces (4 Bände, Paris, 1887–1896) dargestellt.
Er war verheiratet und hatte drei Söhne.